# 茨城県道177号赤塚馬口労線

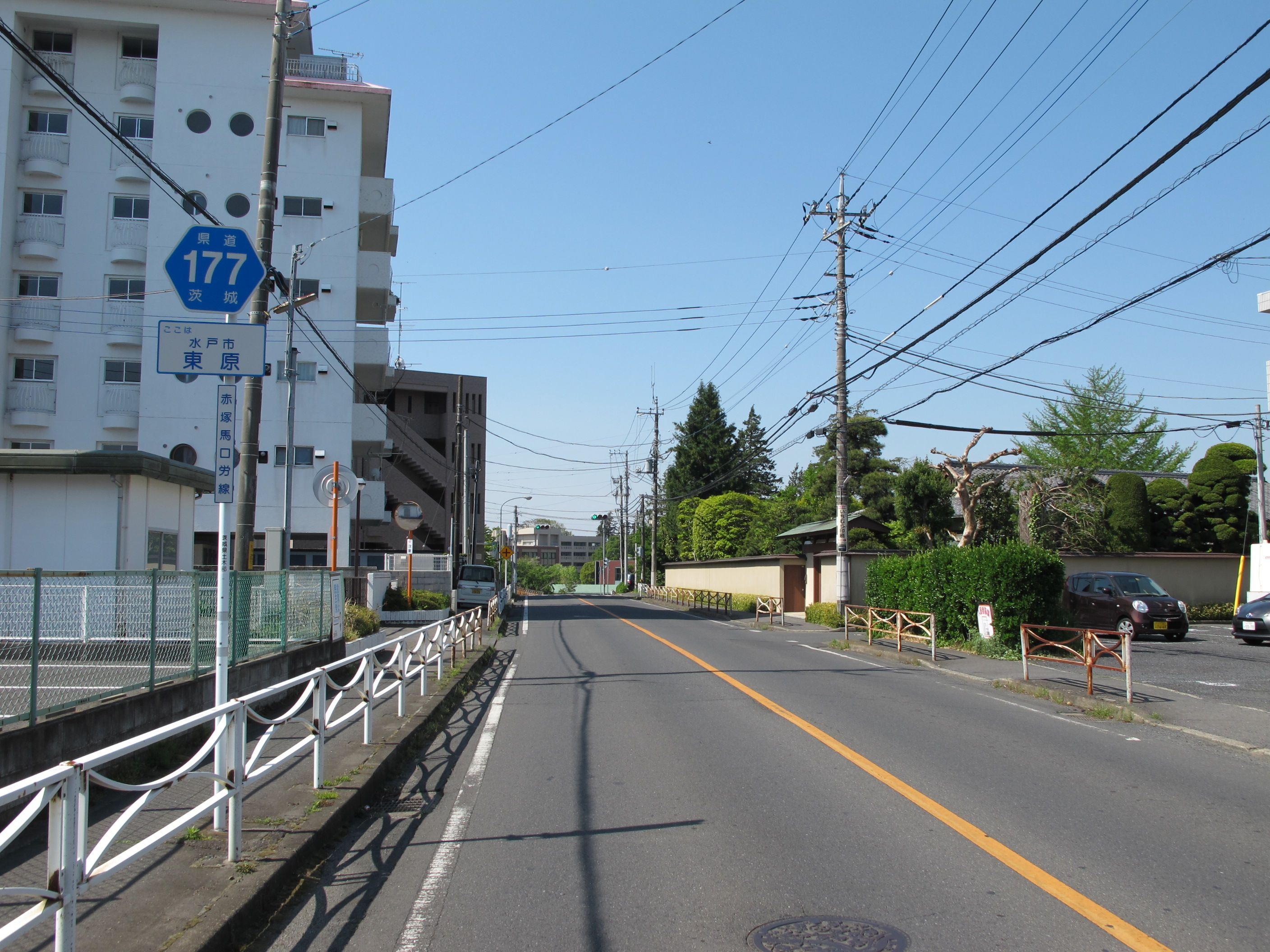
茨城県道177号赤塚馬口労線
水戸市東原（2014年5月）

茨城県道177号赤塚馬口労線（いばらきけんどう177ごう あかつかばくろうせん）は、茨城県水戸市内を通る県道である。

## 概要
水戸市内の赤塚から末広町（旧・馬口労町）までを結ぶ延長約4.2キロメートル (km) の一般県道である。JR赤塚駅北口前を通り、同駅の東でJR常磐線の踏切を渡ってすぐ左折して水戸中心市街方面に向かい、自由ヶ丘交差点で国道50号と交差する。終点の水戸市末広町では一方通行があり注意が必要である。

### 路線データ
- 起点：水戸市赤塚一丁目（国道50号分岐）
- 終点：水戸市末広町一丁目（国道118号交点）[1]
- 総延長：4.219 km[2]
- 重用延長：0.012 km[2]
- 未供用延長：なし[2]
- 実延長：4.219 km[2]
- 自動車交通不能区間延長[注釈 1]：なし[2]

## 歴史
1959年（昭和34年）10月14日、新たな県道として水戸市赤塚町を起点とし、水戸市馬口労町を終点とする区間を本路線とする県道赤塚馬口労線として茨城県が県道路線認定した。
1995年（平成7年）に整理番号177となり現在に至る。

### 年表
- 1894年（明治27年）1月4日：赤塚駅が開業する。
- 1923年（大正12年）4月1日：現在の路線の前身である赤塚停車場常磐線が路線認定される。
- 1959年（昭和34年）10月14日
  - 現在の路線が路線認定される（図面対照番号180）[3]。
  - 道路の区域は、水戸市赤塚町の二級国道前橋水戸線（国道50号）分岐から水戸市馬口労町の二級国道水戸郡山線（国道118号）交点までと決定された[1]。
- 1964年（昭和39年）7月3日：車両制限令第5条1項[注釈 2]に基づく指定（路線対象番号180 赤塚馬口労線：国道50号線分岐点 - 国道50号線交点）を受ける[4]。
- 1967年（昭和42年）6月9日：一般国道50号の不要物件の一部区間（水戸市河田町638 m）を編入[5]。起点が赤塚駅東踏切付近から大塚町交差点（国道50号交点）へ変更される。
- 1973年（昭和48年）12月27日：水戸市赤塚町字姫子 - 同市緑町3丁目の常磐線の跨線橋が完成し、供用を開始[6]。
- 1995年（平成7年）3月30日：整理番号137から現在の番号（整理番号177）に変更される[7]。
- 2000年（平成12年）4月27日：水戸市赤塚1丁目の赤塚駅前区間が、電線共同溝を整備すべき道路に指定される[8]。
- 2011年（平成23年）4月7日：水戸市赤塚1丁目の県道水戸玉里線重複区間を、電線共同溝を整備すべき道路に指定[9]。

## 路線状況

### 重複区間
- 茨城県道59号玉里水戸線（水戸市赤塚1丁目）[9]

### 道路施設
- 新沢渡橋（沢渡川、水戸市見川）
- 東原跨線橋（JR常磐線、水戸市緑町）

## 地理

### 通過する自治体
- 茨城県水戸市

### 交差する道路
- 国道50号（水戸市自由が丘）

### 沿線
- JR常磐線 赤塚駅
- 常磐大学・常磐短期大学（水戸市見和1丁目）
- 北水会記念病院（水戸市東原3丁目）
- 水戸女子高等学校（水戸市上水戸1丁目）
- 茨城県立水戸商業高等学校（水戸市新荘3丁目）